# Амрабат, Софьян
Софья́н Амраба́т (нидерл. Sofyan Amrabat, араб. سفيان أمرابط‎; 21 августа 1996; Хёйзен, Нидерланды) — марокканский и нидерландский футболист, играющий на позиции опорного полузащитника за «Фенербахче», а также за национальную сборную Марокко.

## Клубная карьера

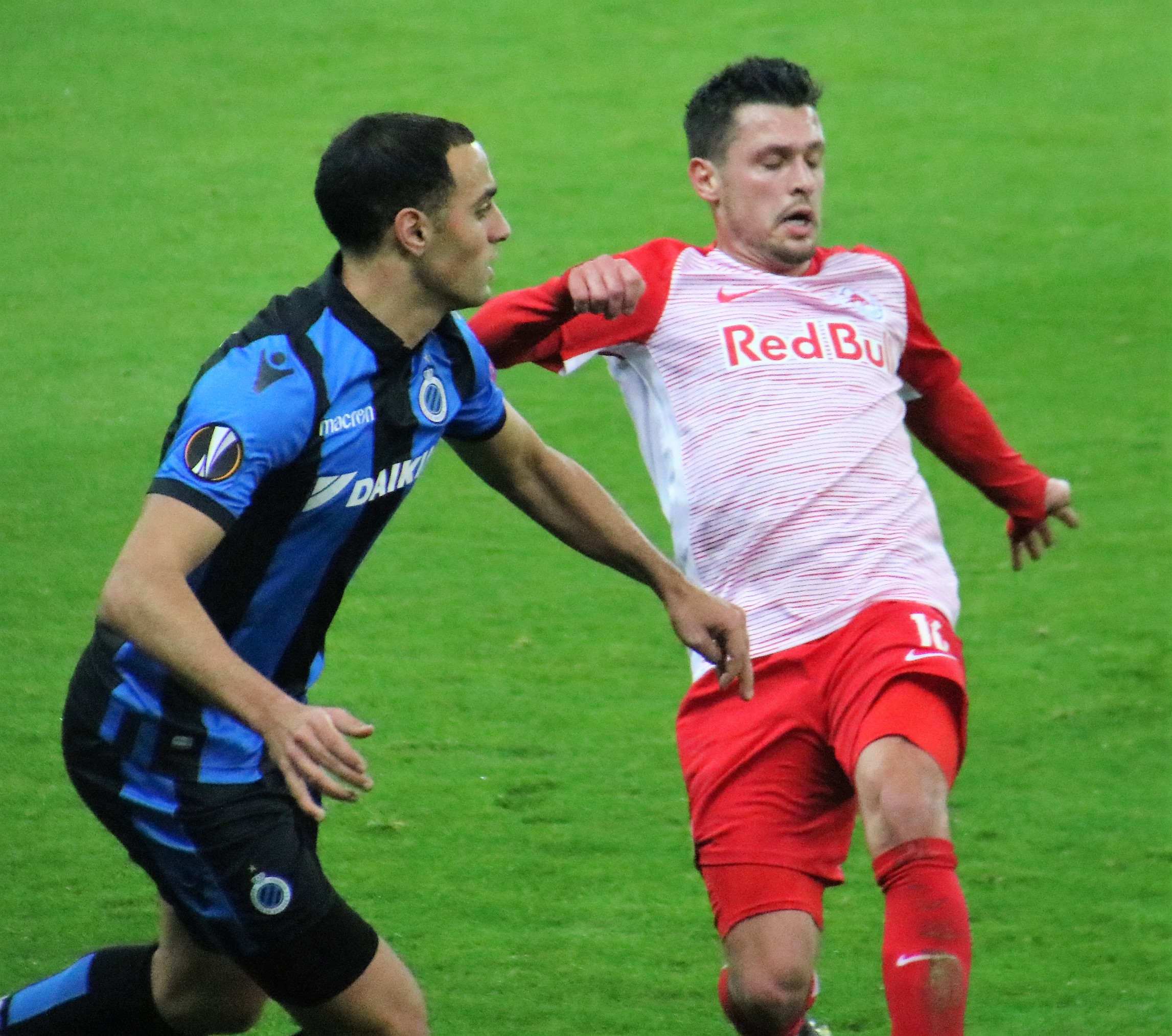
Амрабат (слева) в составе «Брюгге»

Софьян воспитывался в системе «Утрехта». Его дебют в высшем нидерландском дивизионе состоялся 2 ноября 2014 года в матче против «Витесса».
В июне 2017 года перешёл в «Фейеноорд», подписав с клубом контракт на четыре года.
В июле 2018 перешел в «Брюгге», подписав контракт на четыре года.
В августе 2019 года был взят в аренду итальянским клубом «Эллас Верона» за 3 миллиона евро.
В январе 2020 года выкуплен итальянским клубом «Фиорентина», но оставлен на правах аренды в «Эллас Верона».
С начала сезона 2020/21 является основным игроком основного состава «Фиорентины». В сезоне 2020/21 сыграл 31 матч в чемпионате Италии и получил 7 жёлтых карточек. 14 февраля 2022 года в самом конце матча чемпионата Италии против «Специи» (2:1) забил свой первый мяч за «Фиорентину».
1 сентября 2023 года отправился в сезонную аренду в английский клуб «Манчестер Юнайтед».

## Карьера в сборной
В 2010 году Софьян провёл четыре матча за сборную Нидерландов до 15 лет. Однако затем он стал выступать за марокканцев. Софьян принимал участие на юношеском чемпионате мира, где провёл три встречи.
В национальной сборной Марокко дебютировал в 2017 году в товарищеской игре с Тунисом.
10 ноября 2022 года был включён в официальную заявку сборной Марокко для участия в матчах чемпионата мира 2022 года в Катаре. На групповой стадии провёл без замен все три матча и получил жёлтую карточку в игре против Хорватии. В матчах 1/8 финала против Испании (0:0, пен. 3-0) и 1/4 финала против Португалии (1:0), которые также провёл без замен, был ключевым игроком сборной и помог ей стать первой в истории африканской командой, дошедшей до полуфинала чемпионата мира.
30 августа 2024 года «Фенербахче» объявил, что достиг соглашения о подписании Амрабата на правах аренды в турецкий клуб на сезон 2024-25.

## Личная жизнь
Старший брат Софьяна, Нордин — футболист, игрок сборной Марокко в 2011—2019 годах.

## Достижения

### Командные
«Фейеноорд»
- Обладатель Суперкубка Нидерландов (2): 2017, 2018

«Брюгге»
- Чемпион Бельгии: 2019/20

«Манчестер Юнайтед»
- Обладатель Кубка Англии: 2023/24[6]

### Личные
- Символическая сборная Африки по версии КАФ (2): 2023, 2024

### Награды
- Офицер Ордена Трона (2022)[7]